# 天主教阿根廷軍中教長區
天主教阿根廷軍中教長教區（拉丁語：Ordinariatus Militaris in Argentina）是阿根廷一個天主教的軍中教長區，直屬聖座，負責牧養信奉天主教的阿根廷軍人及其家眷。
教長區座堂位於首都布宜諾斯艾利斯，2004年，有四個堂區、四十二名司鐸、十四名修士、廿五名修女。教長之位自2007年起懸空。
1957年7月8日成立軍中代牧區，1986年7月21日被升為教長區。